# Leny Andrade
Leny Andrade, (Rio de Janeiro, 1943. január 25. – Rio de Janeiro, 2023. július 24.). 2007-ben Latin Grammy-díjat kapott Cesar Camargo Marianoval megosztva a legjobb  albumukért „(Ao Vivo)”. Andrade stílusa a szamba és a dzsessz szintézise.
Leny de Andrade Lima vezeték- keresztnevét is helytelenül írják angolul olykor: Lenn, Leni és Adrade.

## Pályafutása
Andrade a Brazilian Conservatory of Musicon tanult zongorázni. Karrierjét klubokban énekelve kezdte. Öt évet élt Mexikóban, és élete jó részét az Amerikai Egyesült Államokban és európai országokban. Európában − ahol csak turnézott − ő volt a »brazil First Lady of Jazz«. Hatalmas rajongótábora volt Hollandiában és Olaszországban. Andradét Tony Bennett Brazília Ella Fitzgeraldjaként írta le, mások pedig Sarah Vaughanhoz hasonlították.
Stephen Holden, a The New York Times munkatársa a következőket írta Andrade 2008. augusztus 27-i Birdland-beli fellépéséről: „Andrade asszonyt a bossa nova Sarah Vaughanjának és Ella Fitzgeraldnak kell nevezni, csak. Ő odáig megy, hogy megidéz egy előadót, akinek a hangja mintha magában hordozzza Brazília lelkét. Azt gondolhanád, hogy ismered a Stephen Holden, a The New York Times munkatársa a következőket írta Andrade 2008. augusztus 27-i Birdland-beli fellépéséről
Andrade asszonyt a bossa nova Sarah Vaughan-jának és Ella Fitzgerald-nak kell nevezni, csak ő odáig megy, hogy ha megidéz egy előadót, annak a hangja mintha magában hordozná Brazília lelkét. Azt gondolhatnád, hogy ismered a The Girl from Ipanema című sorozatot, a Jobim című sorozat nyitóegyvelegének utolsó számát. De nem igazán szívta azt magába az, amíg nem hallotta Ms. Andrade-et portugálul énekelni.
Leny Andrade 2023. július 24-én, 80 éves korában halt meg; demenciától szenvedett. Dóris Monteiro − régi barátja − ugyanazon a napon halt meg.

## Diszkográfia
- A Sensação (1961)
- A Arte Maior de Leny Andrade (1963)
- Gemini V with Pery Ribeiro 1965)
- Estamos Aí (1965)
- Gemini V en Mexico with Pery Ribeiro (1966)
- Leny Andrade (1968)
- Gemini Cinco Anos Depois with Pery Ribeiro (1972)
- Alvoroço (1973)
- Leny Andrade (1975)
- Registro (1979)
- Leny Andrade (1984)
- Cartola 80 Anos (1987)
- Luz Neon (1989)
- Eu Quero Ver (1990)
- Bossa Nova (1991)
- Embraceable You (1991)
- Nós with Cesar Camargo Mariano (1993)
- Maiden Voyage with Fred Hersch (1994)
- Coisa Fina with Romero Lubambo (1994)
- Letra & Música: Antônio Carlos Jobim with Cristovão Bastos (1995)
- Luz Negra: Nelson Cavaquinho por Leny Andrade (1995)
- Bossas Novas (1998)
- Seja Você (2001)
- Canta Altay Veloso (O2002)
- Lua Do Arpoador with Romero Lubambo (2006)
- Ao Vivo (2012)
- As Canções Do Rei (2013)
- Iluminados – Leny Andrade sings Ivan Lins & Vítor Martins (2014)
- Alegria De Viver with Roni Ben-Hur (2014)
- Canta Fred Falcão: Bossa Nova (2018)
- Alma Mía (2019)

## Díjak
- 2007: Latin Grammy-díj

## Fordítás
Ez a szócikk részben vagy egészben  a   Leny Andrade című angol Wikipédia-szócikk ezen változatának fordításán alapul.  Az eredeti cikk szerkesztőit annak laptörténete sorolja fel. Ez a jelzés csupán a megfogalmazás eredetét és a szerzői jogokat jelzi, nem szolgál a cikkben szereplő információk forrásmegjelöléseként.